# Закавказская Социалистическая Федеративная Советская Республика
Закавка́зская Социалисти́ческая Федерати́вная Сове́тская Респу́блика (Закавказская Федерация, ЗСФСР; до 13.12.1922 называлась Федеративным Союзом Социалистических Советских Республик Закавказья, ФСССРЗ) — союзная республика в составе СССР с 1922 года по 5 декабря 1936 года, одна из республик-учредительниц СССР.

## История
ЗСФСР была создана в результате принятого в ноябре 1921 года решения Кавказского бюро ЦК РКП(б), поддержанного Владимиром Лениным. Объединение Закавказья, согласно БРЭ, было вызвано необходимостью предотвращения националистических выступлений и восстановления экономических связей между Грузией, Азербайджаном и Арменией, разрушенных в ходе Гражданской войны в России, и упрощения управления Кавказа государственным руководством. Официально ЗСФСР (до 13 декабря 1922 года ― Федеративный Союз Социалистических Советских Республик Закавказья) была образована 12 марта 1922 года на конференции в Тифлисе, в которой участвовали представители ЦИК трёх республик.
13 декабря 1922 года 1-й Закавказский съезд Советов (Баку) преобразовал ФСССРЗ в Закавказскую Социалистическую Федеративную Советскую Республику при сохранении самостоятельности входивших в неё республик. В 1936 году ЗСФСР была упразднена вследствие принятия Конституции СССР, объявлявшей Азербайджан, Армению и Грузию самостоятельными союзными республиками в составе Советского Союза.

## Административно-территориальное деление
Государство имело федеративное государственное устройство и подразделялось на несколько республик:
- Социалистическая Советская Республика Азербайджан, в неё входят Нахичеванская Автономная Советская Социалистическая Республика и Нагорно-Карабахская автономная область,
- Социалистическая Советская Республика Армения,
- Социалистическая Советская Республика Грузия, в неё входят Социалистическая Советская Республика Абхазия, Аджарская Автономная Советская Социалистическая Республика и Юго-Осетинская автономная область.

## Первые секретари Заккрайкома РКП(б)—ВКП(б)
- Григорий Константинович (Серго) Орджоникидзе: февраль 1922 — сентябрь 1926[6]
- Иван Дмитриевич (Мамия) Орахелашвили: сентябрь 1926[7] — июнь 1929[8]
- Александр Иванович Криницкий: ноябрь 1929—1930[9]
- Виссарион Виссарионович Ломинадзе: ноябрь 1930[8] — декабрь 1930[10]
- Лаврентий Иосифович Картвелишвили: декабрь 1930 — 11 ноября 1931[11]
- Иван Дмитриевич (Мамия) Орахелашвили: 11 ноября 1931 — 17 октября 1932[7]
- Лаврентий Павлович Берия: 17 октября 1932 — 23 апреля 1937[12]

### 2-е секретари
- 17.10.1932 — 1934 Жозеф Исаакович Меерзон[13]
- 31.05.1934 — 1936 Сергей Александрович Кудрявцев[14]

Никто из перечисленных лиц не умер естественной смертью: Орджоникидзе и Ломинадзе совершили самоубийство, прочие были казнены.

## Население
Население в 1926 году:

Национальный состав по регионам проживания ЗСФСР (1926)

- ЗСФСР — 5 861 600 чел.; в том числе
  - Азербайджанская ССР — 2 314 600 чел.
  - Армянская ССР — 880 500 чел.
  - Грузинская ССР — 2 666 500 чел.

| ЗСФСР               | ЗСФСР          | ЗСФСР  |
| ------------------- | -------------- | ------ |
| Всего               | 5 861 600 чел. | 100 %  |
| Грузины             | 1 788 200 чел. | 30,5 % |
| Азербайджанцы       | 1 652 800 чел. | 28,2 % |
| Армяне              | 1 333 600 чел. | 22,8 % |
| Русские             | 336 100 чел.   | 5,7 %  |
| Осетины             | 133 300 чел.   | 2,3 %  |
| Талыши              | 77 000 чел.    | 1,3 %  |
| Курды-мусульмане    | 64 700 чел.    | 1,1 %  |
| Греки               | 57 100 чел.    | 1 %    |
| Абхазы              | 56 800 чел.    | 1 %    |
| Лезгины             | 40 700 чел.    | 0,7 %  |
| Украинцы (уточнить) | 35 400 чел.    | 0,6 %  |
| Евреи               | 29 900 чел.    | 0,5 %  |
| Таты                | 28 400 чел.    | 0,5 %  |
| Украинцы (уточнить) | 18 200 чел.    | 0,3 %  |
| Татары              | 9900 чел.      | 0,2 %  |
| Персы               | 9400 чел.      | 0,2 %  |
| Ассирийцы           | 3100 чел.      | 0,05 % |
| Курды-езиды         | 2800 чел.      | 0,05 % |
| Удины               | 2400 чел.      | 0,04 % |

| Азербайджанская ССР | Азербайджанская ССР | Азербайджанская ССР |
| ------------------- | ------------------- | ------------------- |
| Всего               | 2 314 600 чел.      | 100 %               |
| Азербайджанцы       | 1 438 000 чел.      | 62,1 %              |
| Армяне              | 283 000 чел.        | 12,2 %              |
| Русские             | 220 500 чел.        | 9,5 %               |
| Талыши              | 77 000 чел.         | 3,3 %               |
| Курды               | 41 000 чел.         | 1,8 %               |
| Лезгины             | 37 300 чел.         | 1,6 %               |
| Таты                | 28 400 чел.         | 1,2 %               |
| Евреи               | 20 600 чел.         | 0,9 %               |
| Украинцы            | 18 200 чел.         | 0,8 %               |
| Татары              | 9900 чел.           | 0,4 %               |
| Персы               | 9400 чел.           | 0,4 %               |
| Удины               | 2400 чел.           | 0,1 %               |

| Армянская ССР | Армянская ССР | Армянская ССР |
| ------------- | ------------- | ------------- |
| Всего         | 880 500       | 100 %         |
| Армяне        | 743 600       | 84,45 %       |
| Азербайджанцы | 76 900        | 8,73 %        |
| Русские       | 19 500        | 2,21 %        |
| Курды         | 15 700        | 1,73 %        |
| Греки         | 3000          | 0,34 %        |
| Украинцы      | 2800          | 0,32 %        |
| Ассирийцы     | 2200          | 0,24 %        |

| Социалистическая Советская Республика Грузия | Социалистическая Советская Республика Грузия | Социалистическая Советская Республика Грузия |
| -------------------------------------------- | -------------------------------------------- | -------------------------------------------- |
| Всего                                        | 2 666 500 чел.                               | 100 %                                        |
| Грузины                                      | 1 788 200 чел.                               | 67 %                                         |
| Армяне                                       | 307 000 чел.                                 | 11,5 %                                       |
| Азербайджанцы                                | 137 900 чел.                                 | 5,2 %                                        |
| Осетины                                      | 133 300 чел.                                 | 5 %                                          |
| Русские                                      | 96 100 чел.                                  | 3,6 %                                        |
| Абхазы                                       | 56 800 чел.                                  | 2,1 %                                        |
| Греки                                        | 54 100 чел.                                  | 2 %                                          |
| Украинцы                                     | 14 400 чел.                                  | 0,5 %                                        |
| Евреи                                        | 9300 чел.                                    | 0,3 %                                        |
| Курды                                        | 8000 чел.                                    | 0,3 %                                        |
| Лезгины                                      | 3400 чел.                                    | 0,1 %                                        |
| Езиды                                        | 2800 чел.                                    | 0,1 %                                        |
| Ассирийцы                                    | 900 чел.                                     | 0,03 %                                       |

Судя по данным переписи, практически все грузины жили в Грузии, в Азербайджане жило 90 % тюрок-азербайджанцев, в то время как в Армении жило только 55 % армян ЗСФСР. В то же время процент титульной нации в Армянской ССР был наибольшим.

## Валюта
На территории федерации ходили различные валюты. 11 апреля 1922 года заместитель народного комиссара финансов РСФСР Г. Я. Сокольников и народный комиссар финансов ЗСФСР А. С. Сванидзе заключили соглашение об унификации денежных систем в республиках ЗСФСР и РСФСР, причем соглашение не предусматривало создания единой валюты для ЗСФСР. Была начата денежная реформа, для реализации которой в ЗСФСР были направлены 1,5 млн пудов хлеба, 5 млн аршин мануфактуры и 259 тыс. рублей золотом; также для реализации объединения РСФСР и ЗСФСР провели таможенное объединение, ввели единые железнодорожные тарифы и создали акционерное «Русско-Кавказское торговое общество». Постановлением Союзного Совета ЗСФСР от 10 января 1923 года был введен закавказский денежный знак; однако фактически к весне 1923 года основной валютой ЗСФСР стал червонец (в нём выдавались кредиты Государственного банка).

## Галерея

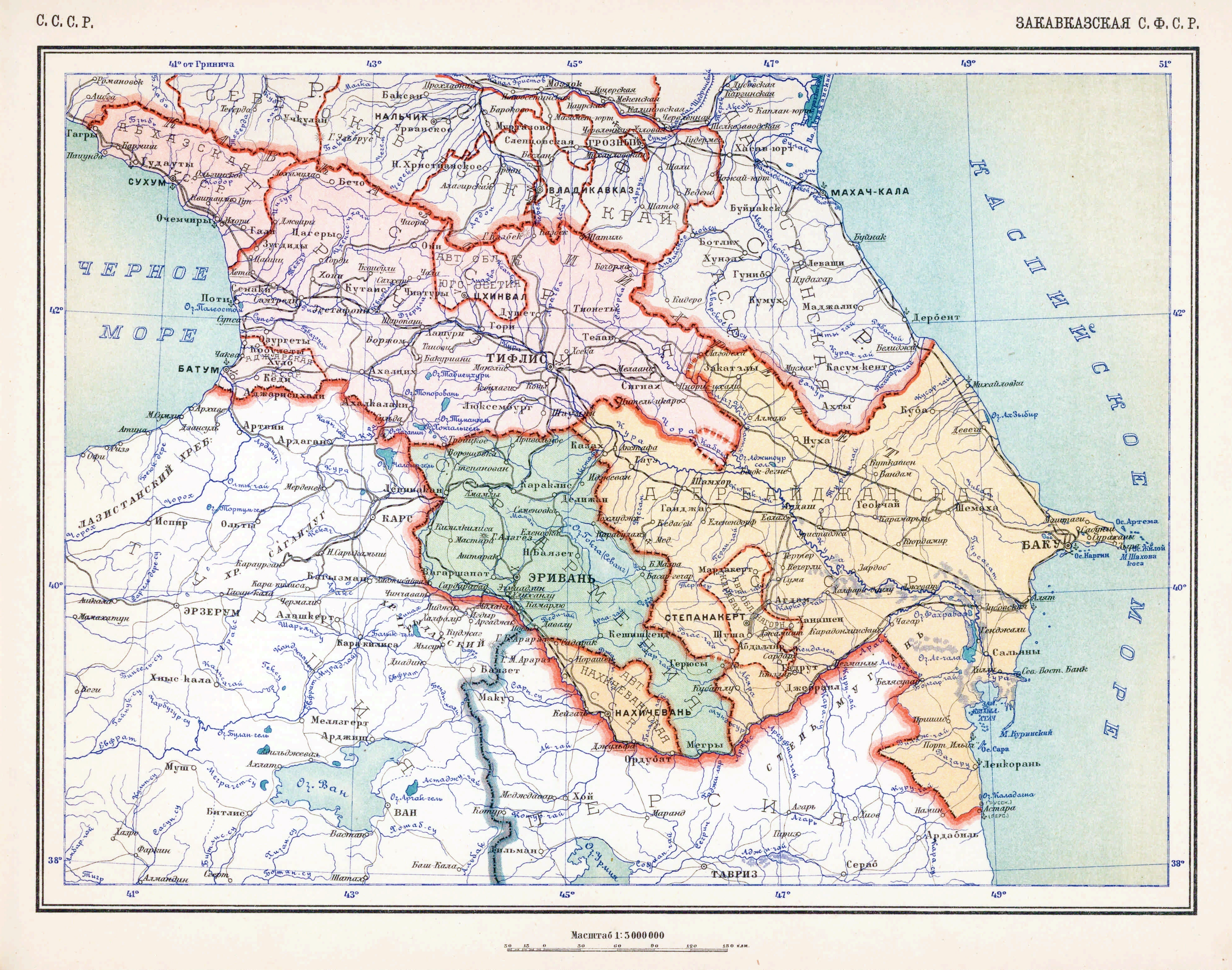
Карта ЗСФСР (1928)
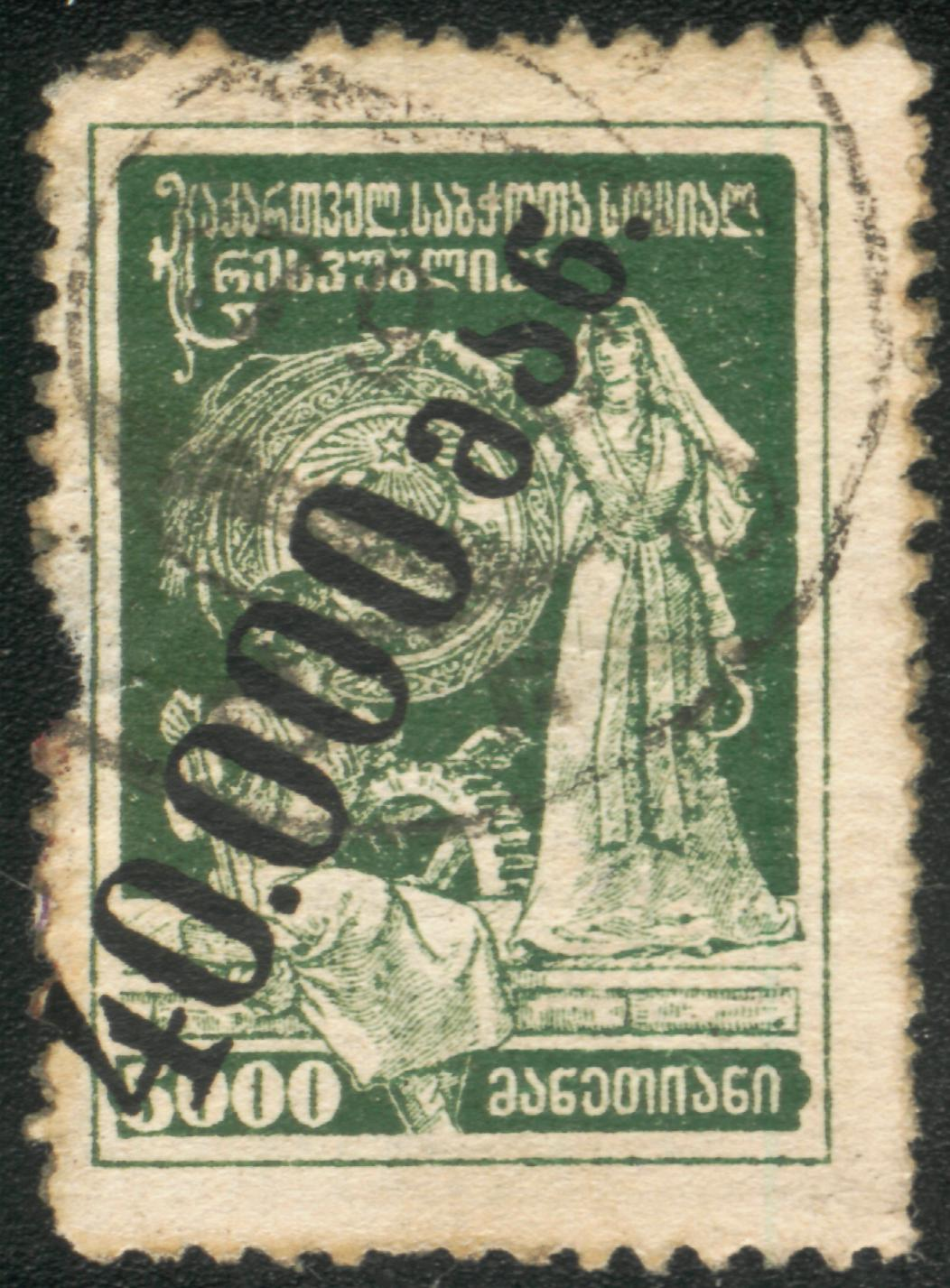
Женщина-символ Грузии в составе ЗСФСР. Марка 1922 года
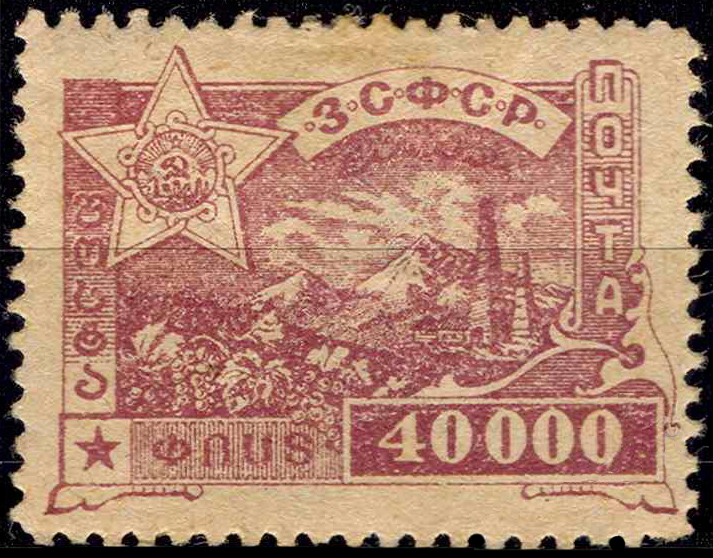
Первая почтовая марка первого стандартного выпуска ЗСФСР. 1923 год
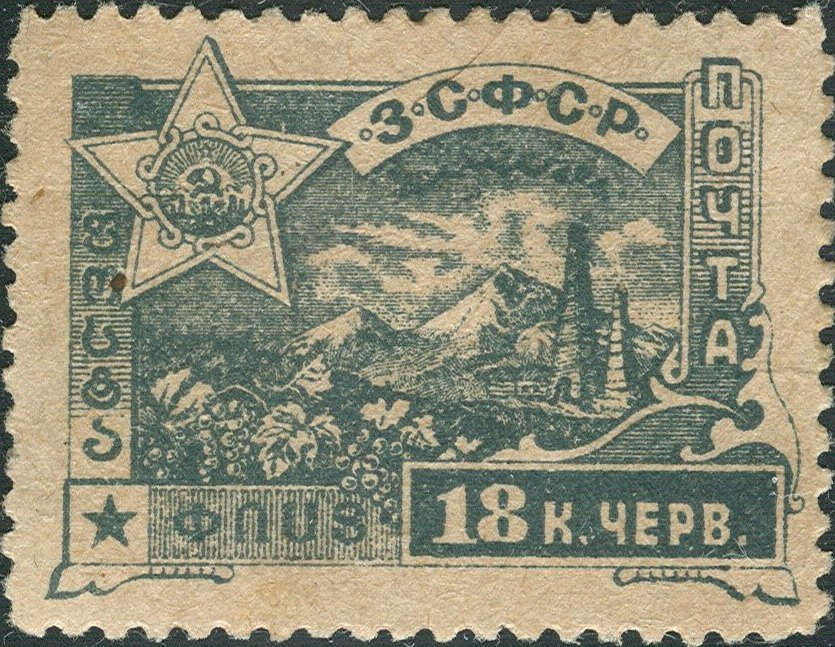
Последняя почтовая марка второго стандартного выпуска ЗСФСР. 1923 год